# Заєлше
Заєлше (словен. Zajelše) — поселення в общині Дол-при-Любляні, Осреднєсловенський регіон, Словенія. 
Висота над рівнем моря: 276,4 м.